# Romankî, Pokrovske
Romankî (în ucraineană Романки) este un sat în așezarea urbană Pokrovske din raionul Pokrovske, regiunea Dnipropetrovsk, Ucraina.

## Demografie
Componența lingvistică a localității Romankî
     Ucraineană (96,52%)
     Rusă (3,25%)
     Alte limbi (0,23%)
Conform recensământului din 2001, majoritatea populației localității Romankî era vorbitoare de ucraineană (96,52%), existând în minoritate și vorbitori de rusă (3,25%).